# Галоформна реакція
Га́лофо́рмна реа́кція — хімічна реакція, в якій шляхом вичерпного галогенування метилкетонів утворюється галоформ CHX3 (де X — галоген).
За цією реакцією можна синтезувати хлороформ CHCl3, бромоформ CHBr3 і йодоформ CHI3. Фтороформ не може бути отриманий з метилкетону за галоформною реакцією з огляду на нестабільність гіпофториту, але сполуки типу RCOCF3 розщеплюються основами з утворенням фтороформу.
Субстратами, які беруть участь в галоформній реакції, є метилкетони та вторинні спирти, що можуть окиснюватися до метилкетонів (наприклад,ізопропанол).

## Історія
Галоформна реакція є однією з найстаріших відомих органічних реакцій. У 1822 Жорж-Симон Серюлла провів реакцію йоду і етанолу в присутності гідроксиду натрію у воді і отримав йодоформ, названий тоді гідройодид вуглецю. У 1831 Юстус фон Лібіх повідомив, що реакція хлоралю з гідроксидом кальцію призводить до утворення хлороформу та форміату кальцію. У 1870 році ця реакція була перевідкритта Адольфом Лібеном.

## Механізм

Анімація

На першій стадії галоген диспропорціонує в присутності гідроксид-іонів із утворенням галогенід- і гіпогалогеніт-іонів. Наприклад:
{\displaystyle {\mbox{Br}}_{2}+2{\mbox{OH}}^{{}-{}}~\rightarrow ~{\mbox{Br}}^{{}-{}}+{\mbox{BrO}}^{{}-{}}+{\mbox{H}}_{2}{\mbox{O}}}
Якщо є вторинний спирт, то він окислюється гіпогалогеніт-іонами до кетону:
Якщо ж присутній метилкетон, то він реагує з гіпогалогеніт-іонами у три стадії:
1. В осно́вному середовищі кетон зазнає кето-енольної таутомерії. Гіпогалогеніт (що містить галоген в ступені окиснення +1) електрофільно атакує утворений енол:
2. Коли α-положення повністю прогалогенувалося, відбувається нуклеофільне заміщення гідроксид-іоном з відщепленням групи тригалогенметил-іона −CX3, яка стабілізується трьома електроноакцепторними групами.
3. На останній стадії аніон −CX3 відщеплює протон від утвореної карбонової кислоти або від розчинника, і утворює галоформ.

## Застосування
Ця реакція традиційно використовується для визначення присутності метилкетонів або вторинних спиртів, окислюються до метилкетонів, за йодоформній пробі. В даний час спектроскопічні методи аналізу, такі як ЯМР та ІЧ-спектроскопія переважніше, тому для них потрібні невеликі зразки і вони можуть бути неруйнівними (ЯМР), а також простими і швидкими.
Раніше ця реакція використовувалася для промислового отримання йодоформу, бромоформу, а іноді і хлороформу.
У органічної хімії вона використовується для перетворення термінальних метилкетонів у відповідні карбонові кислоти.

## Йодоформна проба

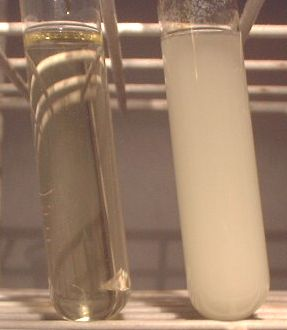
Негативна та позитивна йодоформні проби

Коли як реагенти використовуються йод і гідроксид натрію, при позитивній реакції утворюється йодоформ. Йодоформ (CHI3) — світло-жовта речовина, тверда при кімнатній температурі, на відміну від хлороформу і бромоформу. Він не розчиняється у воді і володіє антисептичними властивостями. Видимий осад цієї сполуки буде утворюватися тільки в присутності метилкетонів, оцтового альдегіду, етанолу або відповідного вторинного спирту.